# Marshall Applewhite
Marshall Herff Applewhite, también conocido como Bo y Do, entre otros nombres
(Spur, Texas, 17 de mayo de 1931-Rancho Santa Fe, California, 26 de marzo de 1997), fue un líder religioso estadounidense, fundador de la secta Heaven's Gate y organizador en 1997 de su suicidio colectivo, el más numeroso en la historia de su país natal.
Originario de Texas, Applewhite asistió a varias universidades y, de joven, sirvió en el Ejército de los Estados Unidos. Después de terminar la escuela, dio clases de música en la Universidad de Alabama. Más tarde regresó a Texas, donde dirigió coros y ocupó el cargo principal del departamento de música de la Universidad de Santo Tomás, en Houston, aunque abandonó la universidad en 1970, tras alegar confusión emocional. La muerte de su padre, ocurrida un año después, lo sumergió en una depresión severa. En 1972, comenzó una amistad cercana con Bonnie Nettles, una enfermera; juntos solían discutir sobre el misticismo y llegaron a la conclusión de que habían sido llamados para ser mensajeros divinos. Intentaron, sin éxito, abrir una tienda de libros y un centro de enseñanza y en 1973 comenzaron a viajar por los Estados Unidos para propagar sus ideas; sin embargo, lograron convertir a una sola persona. En 1975, la policía arrestó a Applewhite por no haber devuelto un automóvil de alquiler y lo envió a prisión por seis meses. En la cárcel, continuó desarrollando sus ideas teológicas.
Después de su liberación, Applewhite viajó a California y a Oregón con Nettles, y finalmente formó un grupo de seguidores devotos. La pareja dijo a sus seguidores que los visitarían unos extraterrestres que les darían cuerpos nuevos. Al principio, Applewhite declaró que él y sus seguidores ascenderían de forma física a una nave espacial, donde sus cuerpos se transformarían, pero más tarde comenzó a proclamar que sus cuerpos eran meros contenedores de sus almas y que eran estas las que debían reubicarse en cuerpos nuevos. Expresó estas ideas con el lenguaje propio de la escatología cristiana, el movimiento nueva era y la cultura popular estadounidense.
A finales de los años setenta, el grupo recibió numerosos fondos, que se usaron para pagar el alojamiento y otras expensas. En 1985, Nettles falleció y dejó a Applewhite consternado y confundido con respecto a sus ideas sobre la elevación física. A principios de los años noventa, el grupo hizo un mayor esfuerzo para promocionarse; en 1996, descubrieron que el cometa Hale-Bopp se estaba acercando a la Tierra e iniciaron el rumor de que lo acompañaba una nave espacial. Llegaron a la conclusión de que esta nave espacial era el vehículo que transportaría sus espíritus en un viaje hacia otro planeta. Con la creencia de que sus almas ascenderían hacia la nave espacial y de que recibirían nuevos cuerpos, todos los miembros de la secta cometieron un suicidio colectivo en su mansión. Después del descubrimiento de los cuerpos, se desató una gran atención de parte de los medios de comunicación. Tiempo después, los periodistas y académicos comentaron cómo Applewhite había logrado persuadir a la gente para que siguiera sus órdenes, incluyendo el suicidio. Algunos comentaristas atribuyeron la disposición de sus seguidores para suicidarse a su destreza como manipulador, mientras que otros sostuvieron que su disposición se debió a la fe que tenían en las historias que inventaba.

## Primeros años y educación
Marshall Herff Applewhite nació el 17 de mayo de 1931, hijo de Marshall Herff Applewhite, Sr. y Louise Applewhite y tenía tres hermanos.
Dado que su padre era ministro presbiteriano, Applewhite fue un niño muy religioso.
Asistió a la Escuela Secundaria Corpus Christi y al Austin College; en este último, participó en numerosas organizaciones estudiantiles y fue moderadamente religioso.
Obtuvo un título de grado en Filosofía en 1952 y más tarde ingresó al Union Presbyterian Seminary para estudiar Teología, con la esperanza de convertirse en ministro.
Contrajo matrimonio con Anne Pearce en esa época, y más adelante tuvieron dos hijos.
Poco después de haber comenzado sus estudios en el seminario, decidió abandonar la escuela e iniciar una carrera musical, por lo que tomó el puesto de director musical en una iglesia presbiteriana de Carolina del Norte.
Era un cantante barítono y le agradaba el canto espiritual y la música de Handel.
En 1954 se enroló en el Ejército de los Estados Unidos y sirvió en Austria y en Nuevo México como integrante de los Signal Corps.
Abandonó el ejército en 1956 e ingresó en la Universidad de Colorado, donde obtuvo una maestría en música con especialización en teatro musical.

## Carrera
Applewhite se mudó a Nueva York en un intento sin éxito de iniciar una carrera como cantante profesional después de terminar su educación en Colorado.
Más tarde, comenzó a dar clases en la Universidad de Alabama.
Perdió su cargo en la universidad después de haber tenido una relación sexual con un estudiante varón; su iglesia no apoyaba las relaciones homosexuales, por lo que Applewhite se sentía frustrado sexualmente.
En 1965, se separó de su esposa después de que ella descubriera el engaño, y se divorciaron tres años después.
Después de dejar la Universidad de Alabama, Applewhite se mudó a Houston, Texas, en 1965 para dar clases en la Universidad de Santo Tomás.
Sus estudiantes lo consideraban un orador atractivo, con buen gusto para vestir.
Ocupó la dirección del departamento de música y también se convirtió en un cantante popular a nivel local: fue director del coro de una iglesia episcopal y cantó con la compañía Houston Grand Opera.
En Texas, se mostró abiertamente homosexual por un breve período de tiempo, pero también tuvo una relación con una joven, quien lo abandonó presionada por su familia y lo dejó sumido en una profunda depresión.
En 1970, renunció a su puesto en la Universidad de Santo Tomás, alegando depresión y otros problemas emocionales.
Robert Balch y David Taylor, dos sociólogos que estudiaron la secta de Applewhite, especularon con que esta partida se debió a otro romance entre Applewhite y un estudiante.
El presidente de la universidad más tarde recordaría que, en sus últimos años allí, Applewhite se veía confundido y desorganizado.
En 1971, Applewhite se mudó por un breve período de tiempo a Nuevo México, donde estableció una rotisería. Tenía muchos clientes, pero decidió regresar a Texas pocos meses después.
Su padre falleció en esa época; su pérdida fue un golpe emocional muy significativo para él y lo dejó nuevamente sumergido en la depresión.
Sus deudas aumentaron, y se vio obligado a pedir dinero prestado a sus amigos.

## Nettles y primeros viajes
En 1972, Applewhite conoció a Bonnie Nettles, una enfermera interesada en la teosofía y en las profecías bíblicas.
Se hicieron amigos cercanos muy rápido; más tarde, Applewhite dijo que sentía como si la conociera desde hacía mucho tiempo y extrajo como conclusión que se habían conocido en una vida anterior.
Nettles le dijo que unos extraterrestres le habían pronosticado su encuentro y lo convenció de que tenía una misión divina.
Para esa época, había comenzado a investigar alternativas de la doctrina cristiana tradicional, incluyendo la astrología.
También había tenido numerosas visiones, como por ejemplo una en la que una aparición le dijo que había sido elegido para desempeñar un papel como el de Jesucristo.
En su biografía de 2005, la autora Susan Raine explica que pudo haber tenido un episodio esquizofrénico en esos años.
Applewhite pronto se mudó con Nettles. Aunque convivían, su relación no era sexual; para Applewhite, era la unión profunda y amorosa, pero platónica que siempre había querido.
Nettles era casada y tenía dos hijos, pero después de conocer a Applewhite su esposo se divorció de ella y perdió la custodia de los niños.
Applewhite también perdió contacto con su familia de manera permanente.
Veía a Nettles como su alma gemela, y algunos de sus conocidos más tarde dirían que ella ejercía una fuerte influencia sobre él.
Raine afirmó que Nettles «fue la responsable de reforzar sus creencias en falsas ilusiones», pero el psiquiatra Robert Jay Lifton sostuvo que la influencia de la enfermera lo ayudó a evitar un mayor deterioro psiquiátrico.
Applewhite y Nettles abrieron una librería conocida como «Christian Arts Center» (en español, ‘centro cristiano de artes’), que vendía libros relacionados con varias temáticas dentro de la espiritualidad.
También inauguraron un centro de enseñanza conocido como Know Place, donde impartían clases de misticismo y teosofía, aunque cerraron estos negocios poco tiempo después.
En febrero de 1973, decidieron viajar para enseñarles sus ideas a otras personas y condujeron a lo largo del sudoeste y el oeste de los Estados Unidos;
Lifton describió sus viajes como «viajes espirituales peripatéticos, sin descanso, intensos y a menudo confusos».
Tenían poco dinero para viajar y en ocasiones vendían su sangre o trabajaban de manera temporal para recaudar fondos. A veces subsistían con panecillos como todo alimento, otras veces acampaban al aire libre y a menudo no pagaban sus deudas de alojamiento.
Una amiga de Houston intercambió correspondencia con ellos y aceptó recibir sus clases. La visitaron en mayo de 1974, y se convirtió en su primera conversa.
En sus viajes, Applewhite y Nettles reflexionaban sobre la vida de San Francisco de Asís y leían obras de varios autores, incluyendo a Helena Blavatsky, R. D. Laing y Richard Bach.
Tenían un ejemplar de la Biblia del rey Jacobo y estudiaban numerosos pasajes del Nuevo Testamento, en especial aquellos que hacen hincapié en enseñanzas sobre la cristología, el ascetismo y la escatología.
Applewhite también leía libros de ciencia ficción, en especial aquellos de Robert A. Heinlein y Arthur C. Clarke.
Para junio de 1974, las creencias de Applewhite y Nettles se habían solidificado y ya tenían sus fundamentos básicos.
Llegaron a la conclusión de que habían sido elegidos para cumplir profecías bíblicas, y tenían mentes de un nivel superior al del resto de las personas.
Escribieron un panfleto que describía la reencarnación de Jesucristo como un nativo de Texas, que hacía referencia de manera poco sutil a Applewhite.
Además, concluyeron que eran los dos testigos que se describen en el Apocalipsis y en ocasiones visitaban iglesias y otras sectas espirituales para hablar sobre sus identidades; solían referirse a sí mismos como «Los dos», o «Los dos ovnis».
Creían que serían asesinados y después regresarían a la vida y, según el punto de vista de los demás, serían transportados en una nave espacial. Este evento, al que se referían como «la Demostración», probaría lo que decían.
Para su decepción, estas ideas tuvieron una recepción pobre.

## Arresto y proselitismo

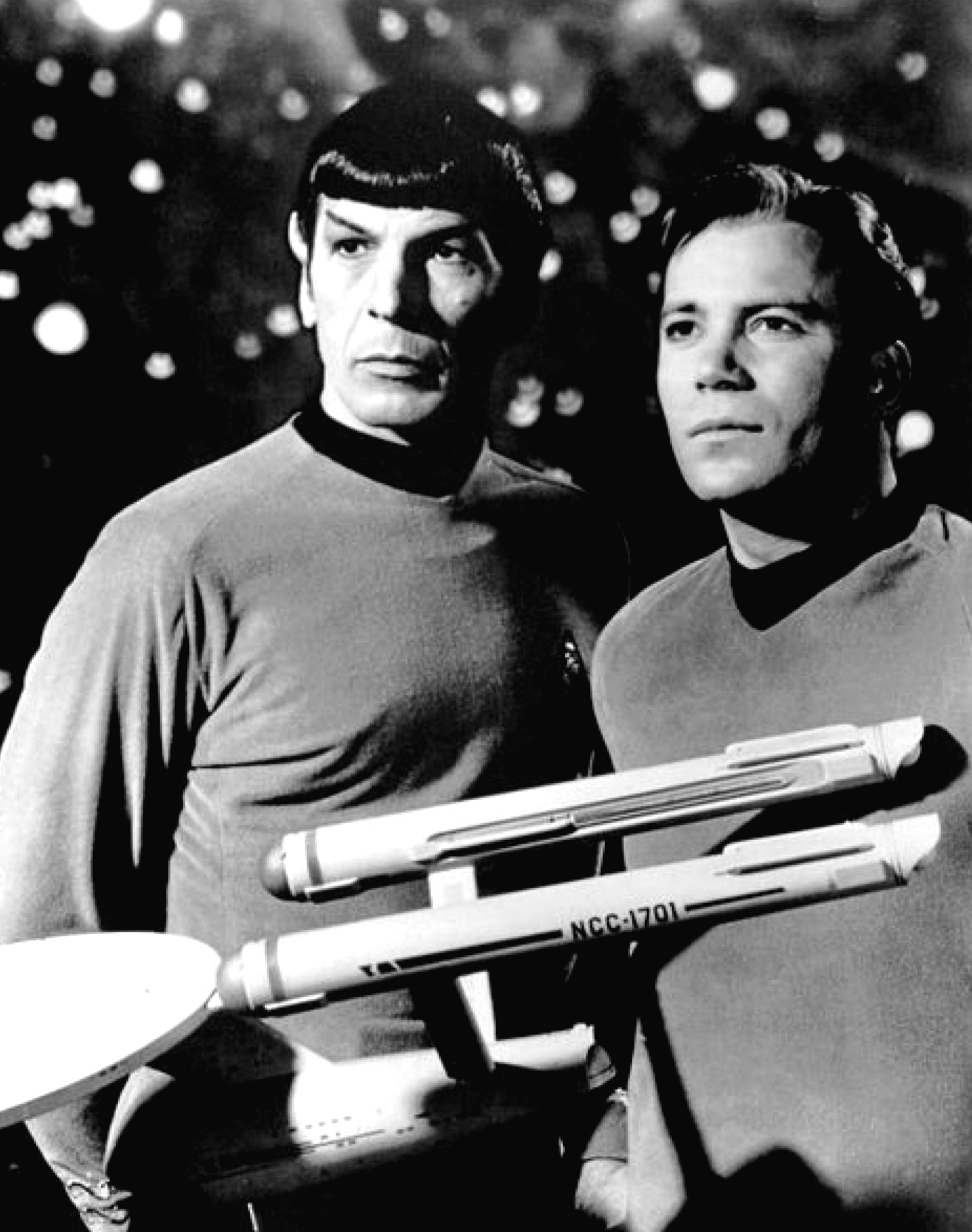
Dos personajes de Star Trek, serie de televisión que Applewhite solía comentar con frecuencia.

En agosto de 1974, la policía de Texas arrestó a Applewhite en Harlingen (Texas) por no haber devuelto un automóvil que había alquilado en el estado de Misuri.
Fue extraditado a San Luis (Misuri) y encarcelado durante seis meses.
En ese momento, sostuvo que había sido autorizado por una fuerza divina para conservar el auto.
En la cárcel, reflexionó sobre varios temas teológicos y decidió abandonar el ocultismo para centrarse únicamente en los extraterrestres y la evolución trascendental.
Después de la liberación de Applewhite, él y Nettles decidieron contactar a los extraterrestres y buscaron seguidores que pensaran como ellos. Publicaron avisos de reuniones, donde reclutaban discípulos, a los que llamaban «tripulantes». En los eventos, pretendían representar a seres de otro planeta, el Siguiente Nivel, que buscaban participantes para un experimento y decían que quienes participaran allí ascenderían a un nivel evolutivo superior. Él y Nettles se referían a sí mismos como «Guinea» y «Pig» (en español, cobaya, conejillo de indias). Applewhite se describía a sí mismo como un «instructor de laboratorio» y era el orador principal, mientras que Nettles intervenía en ocasiones para clarificar observaciones o para hacer correcciones. Ambos hablaban rara vez con los participantes: lo único que hacían era pedirles sus números telefónicos para poder contactarlos. Al principio, nombraron a su organización Anonymous Sexaholics Celibate Church (en español, «Iglesia célibe para erotómanos anónimos»), pero pronto se hizo conocida como Human Individual Metamorphosis (en español, «La metamorfosis individual humana»).
Applewhite creía en la teoría de los antiguos astronautas, que sugiere que los extraterrestres visitaron a la humanidad en el pasado, que depositaron a los humanos en la Tierra y que regresarán para recoger a unos pocos selectos.
Algunas partes de esta hipótesis son similares al concepto de la elección incondicional de las Iglesias Reformadas cristianas; esta influencia se debió, probablemente, a la educación presbiteriana de Applewhite.
A menudo, hablaba sobre los extraterrestres usando frases de Star Trek y declaraba que los aliens se comunicaban con él mediante la famosa serie de televisión.
Applewhite y Nettles enviaron publicidades a varios grupos de California y fueron invitados a hablar a numerosos devotos de la Nueva Era en abril de 1975.
En esta reunión, convencieron a casi la mitad de los cincuenta participantes para que los siguieran.
También se enfocaron en los campus universitarios: en agosto, dieron una conferencia en el Cañada College.
En una reunión en Oregón en septiembre de 1975, lograron reclutar a más personas: alrededor de treinta personas abandonaron sus hogares para seguir a la pareja, lo que atrajo la atención de los medios de comunicación.
La cobertura fue negativa: los periodistas y algunos antiguos miembros se burlaron del grupo y lanzaron acusaciones de lavado de cerebro contra Applewhite y Nettles. Sin embargo, Balch y Taylor declararon que Applewhite y Nettles evitaron las tácticas de presión, ya que buscaban solamente seguidores devotos.
Benjamin E. Zeller, un académico que realizó estudios sobre las nuevas religiones, notó que las enseñanzas de Applewhite y Nettles se centraban en la salvación a través del crecimiento individual y encontró similitudes con las corrientes del movimiento de la Nueva Era. Asimismo, enfatizó la importancia de la elección personal.
Applewhite y Nettles, sin embargo, negaron cualquier conexión con el movimiento de la Nueva Era, ya que lo consideraban una creación de los seres humanos.
Janja Lalich, una socióloga que estudia las sectas, atribuye su éxito para reclutar gente a su ecléctica mezcla de creencias y la manera en que se apartaron de las enseñanzas típicas de la Nueva Era: por ejemplo, describían naves espaciales mientras seguían usando lenguaje cotidiano.
La mayoría de sus discípulos eran jóvenes y estaban interesados en el ocultismo, o bien vivían apartados de la sociedad establecida.
Provenían de una gran variedad de religiones, incluyendo religiones orientales y la cienciología.
La mayoría conocía bien las enseñanzas de la Nueva Era y permitieron que Applewhite y Nettles los convirtieran con facilidad.
Applewhite enseñaba que sus seguidores llegarían a un nivel más alto del ser, como una oruga que se convierte en una mariposa; usó este ejemplo en casi todos los primeros libros que escribieron.
Applewhite sostenía que sufrirían un cambio biológico, ya que se convertirían en una especie nueva, donde sus enseñanzas serían verdades científicas alineadas con el naturalismo secular.
Con sus primeros seguidores, hizo hincapié en que no estaba hablando metafóricamente y solía usar las palabras «biología» y «química» en sus discursos.
A mediados de los años setenta, intentó evitar el uso del término «religión» porque la veía como una disciplina inferior a la ciencia.
Aunque si bien descartaba a la religión por ser poco científica, en ocasiones enfatizaba la necesidad de tener fe en la capacidad de los extraterrestres para transformarlos.